# タイムウォーカー零
『タイムウォーカー零』（タイムウォーカーゼロ）は、飛鷹ゆうきによる日本の漫画。『週刊少年ジャンプ』（集英社）において連載された。

## 概要
週刊漫画雑誌『週刊少年ジャンプ』（集英社刊）に1991年26号から48号まで連載されていた作品。単行本はジャンプ・コミックスから全4巻で発刊された。飛鷹の連載デビュー作で、物語の話数は「Time Stage」としてカウントされる（第1話なら「Time Stage 1」と表記される）。
基本的には、時間移動をギミックに「人生の選択」をテーマとして描き出している作品で、「過去を悔いるゲストが、時間移動能力を持つ主人公に自身（もしくは周囲の人々）の歴史の改変を依頼し、これを受けた主人公が赴いた先の過去の人々（時に依頼人を含む）と軋轢を繰り返しながらも依頼を達成する」というストーリーラインを持つ一話完結の人情噺である。のちに連載中期（『ジャンプ』1991年33号。第8話）より長編作である「漏尽珠編」に突入し、バトル展開と連続ストーリーが導入されたが、結局はこの路線変更が本作の持っていた特徴（主には「次回待ちのストレスを比較的持ち込まない単話ないしは2 - 3話程度での短編完結」「主人公が赴いた時代の文化や風俗を交えた人情話」「歴史改変によって依頼者を苛む理不尽が是正されることで起きるカタルシス」という3つの特徴）をごっそりと削ぎ落としてしまったため、結果として漏尽珠編の完結とともに1991年48号で連載が終了した。
前身となる最初の作品は、作者の飛鷹が第37回手塚賞に提出した最終選考作品『タイムウォーカー』（本作単行本第3巻所収）であり、この時点で本作の主要な要素は出揃っている。以降、担当に説得される形で現在の形に近い『タイムウォーカー零』を上梓し1990年の春に発刊された『週刊少年ジャンプ増刊 SpringSpecial』に掲載（単行本第1巻所収）された。その後、同年の『週刊少年ジャンプ増刊 SummerSpecial』に同タイトル同設定の続編（単行本第2巻所収）を上梓。これら増刊読切での結果を経て『週刊少年ジャンプ』本誌1990年48号（単行本第3巻所収）に本誌読切作として掲載された後に、前述した連載に踏み切っている。そのためジャンプの連載作品にしては異例と言えるほど長い準備期間を経て（さらに異例なことには、その準備期間の軌跡が読者に見える形で）連載となった作品である。

## あらすじ

### 基礎ストーリー
フリーで裏の世界の美術品サルベージ業を営む青年、刹那零。その生業は、自らの持つ時間移動の超能力を用いて、歴史から散逸されたとされる美術品を、その現存するとされていた時代から現代に持ち帰ることだった。彼に対する依頼はあまりに高額で、たとえ一時は支払いを拒否しても、零が超能力者であるがゆえにそこから逃れることは不可能であり、零は業界の人々から「歩く請求書」と呼ばれていた。そんなただでさえ裏の商売人であるはずの彼には、実はさらなる「裏稼業」があった。それは時間移動の超能力をもって依頼人の「過去」に介入し、その望みどおりに歴史を変えてしまうことだった。この手の依頼は「自然の摂理に反すること」「履行すれば依頼した事実が消える」ものであるがゆえに報酬は常に前払いで額も天井知らずという、とんでもないもの。それでも過去に悔いを残す人々は一縷の望みのために零の元を訪う。零は時に報酬のために、また無報酬でも状況に巻き込まれてしまうがゆえ、これを受けて依頼人が過去に受けた様々な困難に対して立ち向かって行く。

### 漏尽珠編ストーリー
いつものように「仕事中」だった零の前に、ある日突然「自分の邪魔をするな」と九条京介なる男が出現する。九条はその警告と共に零の前から突然姿を消した。その様に零は九条が自身と同じ時間移動能力者であることを悟る。だが、突然の警告に心当たりの無い零は、いつものように仕事と請求を終えて束の間の休息を謳歌する。そんな彼の前に街の占い師である一柳斉心坊が現れる。心坊は零に自分が同じく超能力者であることを明かし、半ば強引に自分の家に連れてくる。そこには心坊の孫娘である一柳斉はるかとはるかの母である不二子の姿があった。心坊の言うことには不二子は現在、病に臥せっており、それを治すには遠い歴史の狭間の中に消えてしまった「力持つ伝説の宝珠」である「漏尽珠」が必要なのだという。だが心坊たちは超能力者ではあっても時間移動能力を持っているわけではない。そこで零に白羽の矢を立てたのだった。面倒な事情に最初は渋る零だったが「家族」を喪う痛みに嘆き続ける一柳斉家の面々を放っておけず依頼を受けてしまう。だが、そんな彼の前に立ちはだかるのは九条京介だった。彼の警告はこのことを意味していたのだ。漏尽珠を巡り対立する零と九条だったが、さらに事態をややこしくする存在が出現する。実は零たちの他にも漏尽珠を狙い歴史を支配しようとする超能力者集団「時の番人」が秘密裏に動いていたことが騒動の中で明るみに出る。そして時の番人のメンバーは全員、零と同じく能力者のあかしである六芒星を右手に持っていたのだ。果たして「時の番人」とは何なのか。そもそも「刹那零」とは何者なのか。零の自分自身すら理解していなかった出自の謎をはらみながら、歴史を巡る物語は大きく転回していく。

## 登場人物

### 主要人物
刹那零（せつな れい）
本作品の主人公。右手に六芒星が描かれた印がある。過去に飛んだり瞬間移動するなどの超能力を使うことができる。その能力を利用して、様々な依頼を高額で引き受けて解決するという仕事をしている。辛子メンタイコキムチあえワサビラーメンが好物で、ラーメン屋で食事をする際はこのラーメンだけを何杯も注文する。超能力者ではあるが、オカルト（特に幽霊や怪物などのオバケ系）は苦手で、そういう事象に対しては基本的に強がるも臆病。なぜかダウンジャケットの愛用者で、年中同じスタイルを押し通している。依頼料がとにかく法外で裏の世界においては「歩く請求書」と呼ばれてしまうほど金にはうるさいが、人情には厚いところもあり、時には無料同然で依頼を引き受けることがある。元々は教会に預けられて育てられた孤児であり、同じ境遇の人間や「家族」を大事に想いそのために自身の身の破滅や命すら厭わぬような人間に対しては、悪態をつきながらも非常に優しい。
ラーメン屋のおばちゃん
零の行きつけのラーメン屋「火の車」の未亡人店主。気風と面倒見がよく現在の零にとっては母代りとも言える人物。スペシャルメニューの「辛子メンタイコキムチあえワサビラーメン」は、元々零専用のメニューだったが、後に九条京介も注文するようになった。

### 漏尽珠編
九条京介
零のライバルで胸の中心に六芒星の印がある。念力・テレポート能力を使うことができる。重傷を負って一柳斉家に担ぎ込まれ心坊の弟子となり、しばらく居候するとともに修行に明け暮れて強力な力を得るが、ある日突然姿を眩ます。後に漏尽珠を求めて零達と対立する。
一柳斉はるか
本作の実質的なヒロイン。一柳斉心坊の孫娘で、ヒーリング能力を持つ。左胸に六芒星の印がある。実は彼女自身に、漏尽珠に纏わる重大な秘密がある。
当初、中学生（中学一年生）と設定されていたが、物語が進むうちに（ヌードシーンが出された事もあいまって）身体容姿がグラマーになってしまい、最終的に17歳と設定し直された。
一柳斉心坊
零に漏尽珠の捜索を依頼した占い師。頭に六芒星の印がある。テレパシー能力者で、他人の考えを覗くのが趣味である。隙があれば女性の尻を触ろうとする。九条京介や刹那零に神足通の修行を指導する。
一柳斉不二子
一柳斉新吾の妻で、はるかと同じく左胸に六芒星の印を持っている。能力もはるかと同じヒーリングで、その力ははるかよりも強いが、現在はその力の使い過ぎにより不治の病に侵され臥せっている。漏尽珠を守ってきた一族の末裔で巫女の血筋である。病弱で常に床に臥せている。
一柳斉新吾
一柳斉心坊の息子（養子）で、なぜか零と同じく右手の手の平に六芒星の印がある人物。病死したと言われている。
天草四郎時貞
天草の乱で「神の子」として乱を指導していた少年。天眼通の漏尽珠を所持しており、その力で民衆を導いていた。珠の力で見た事象の分析で乱の結末を密かに悟っており、また同様に零たちの素性を見抜き、漏尽珠を譲り渡す代わりに乱集結の折に罪のない子どもたちを無事に逃がす事を依頼する。
柳生十兵衛
神足通の漏尽珠を左目の眼帯の下に所持している。その力で人知を超えた速度を身につけている。
さつき
時の番人の娘で、人心操作能力を持っている。
時の番人
本名不詳。一柳斉新吾の弟で漏尽珠を守ってきた一族の末裔だが、超能力を持っていることが原因で普通の人間から迫害され、復讐を誓う。右手の手の平に六芒星の印がある。
時の番人A
本名不詳。「時の番人A」は零が命名した。時の番人の息子であり、さつきの兄でもある。右手の手の平に六芒星の印がある。精神波を得意技とし、九条京介に瀕死の重傷を負わせる。

### 各話主要ゲストなど
浩一
読切『タイムウォーカー』のゲスト。暴力団竹藪組の三代目組長。30年前、警察に組を売ったとされる末端組員を殺害したが、後に彼が潔白であった事を知り苦悩。その贖罪のために母親にも死なれて天涯孤独となった彼の娘である清江を養女に迎え、実の娘のようにして育てた。のちに組が安定を見出した事から跡目を弟に譲り出家。出家時に自ら背中の入れ墨を焼いて消した。だがその弟は間もなく死んでしまい、組の跡目騒動の果てに清江が組を継ぐことになってしまい、慙愧の念耐え難く零にすがる。零には「自分が潔白であった組員を殺してしまう前に、自分自身を殺してほしい」と依頼する。30年前は偉大な父親（先代組長）に逆らえず、違和感を抱きながらも唯々諾々の生活を送っていたが、零の介入により成長して自身の筋を通す男となる。改変された後の歴史では潔白であった組員の男を連れて竹藪組から独立し、食品会社の社長となった。
清江
読切『タイムウォーカー』のゲスト。竹藪組五代目の姐御組長。独身。浩一の義娘で、かつて浩一が誤って殺害した組員の娘。
改変後の歴史でも実父の死により浩一の養女となるが、極道とは無縁の普通の主婦となり娘を産み育てている。
山口
読切『タイムウォーカー』のゲスト。清江の実父。警察官の兄を持つ。竹藪組の末端組員で、組の取引を警察にタレ込んだ疑惑を、周囲から持たれている。それ以前から組を抜けて堅気に戻りたいと周囲に漏らしており、それが兄の職業と相まって、組から裏切りの嫌疑を持たれる原因となっている。だが、じつはそれは娘である清江が産まれる事を知り、娘の将来を想うが為の事であり、自身は周囲の人間の事を心から愛し仲間を大事にする義理人情に篤い男であった。改変前の歴史では組長の命令で浩一に殺されてしまう。
改変後の歴史では浩一と共に組を抜け、彼の部下として起業に参加。浩一に命を助けられた恩から、彼の懐刀として活躍し会社を支え続けるも、事故死してしまう。
財前
読切『PART 1』ゲスト。零を探し続けていた秋月家の執事。自らが仕える主である麗花の事を娘のように思い、彼女を支え続けているが、麗花のおじ秋月兵吾から、麗花の生命維持の停止を通告され苦悩する。零に「麗花が巻き込まれた事故を回避する」事を依頼する。
秋月 麗花
読切『PART 1』ゲスト。ホテルレストランチェーンを総支配する秋月コンツェルンの当主。幼い頃の事故で植物状態になっている。子どもの頃はお転婆で、周囲の肉親たちが自家の財産を巡って争う姿を目の当たりにしており、肉親は誰も信用しておらず「弱みを見せられない」気負いから相当に生意気にふるまっている。
秋月 兵吾
読切『PART 1』ゲスト。麗花のおじで、改変前の歴史では秋月家当主代行として麗花に代わり秋月コンツェルンの全てを切り盛りする暴君で、麗花の生命維持装置を外そうとしていた。零の介入で、麗花の謀殺を企てていた事が明るみに出て、改変後の歴史では登場すらない。
江戸川 忍
読切『PART 2』ゲスト。江戸川病院の看護婦で院長の娘。零の担当。本件の実質的な依頼人。かつて自身が運んでいた輸血用血液が間に合わずに急患を死なせてしまった事に悔いを持ち、それをきっかけとして病院の評判が急落して経営が苦しくなってしまった事を気に病んでいる。零は看病してもらった恩から、彼女と病院の歴史に介入しようとする。
江戸川院長
読切『PART 2』ゲスト。タイムテレポートのミス（過去の世界にあったマンションのビルが現代では老朽化から解体されてしまい高層階から落下した形になった）で大怪我を負った零が運び込まれた病院の院長。かつては近所の大病院である伊集院総合病院で外科部長をしていたが「困っている人を助ける」事が信条のために伊集院のやり方が我慢できず独立し、貧乏人や高齢者も受け入れ、料金後払いで治療する。心優しく腕は確かだが、心情に篤いが故に経営はうまくいっていない。重篤患者さえ決して見捨てずに全力を尽くし、患者本人やその家族からは感謝される事も多いが、ゆえに「看取る数」もそれなりとなってしまっているために本人にその気はなくとも悪評を立てられている。
伊集院院長
読切『PART 2』ゲスト。江戸川病院の近所にある指定救急病院・伊集院総合病院の院長。病院の経営のために高齢者を（病床を空けるために）門前払いにし、重篤な患者は裏で医療拒否かつ（設備の無い）別病院にたらい回しにする経営第一の金権主義者。忍に恋慕を抱いており、江戸川病院の経営支援を条件に彼女を娶ろうとしている外道。実は零が転落事故で最初に運び込まれた病院の院長であるが、その病状のヒドさから江戸川病院に意図的にたらい回しにした。実は、普段から重篤な患者を設備の無い江戸川病院にムリヤリ回して意図的かつ間接的に見殺しにし、その責任を全て江戸川病院側に押し付けて悪評を立てさせていた。実は忍が輸血用血液を取りに来た時も、状況をわきまえずに彼女に言いよって時間を浪費させ、江戸川病院で待つ急患を（間接的かつ本人に自覚は全くないが）死に追いやっている。
緒方一彦
読切『PART 3』ゲスト。零に「ビル火災から自分の父親を救い出して欲しい」と依頼しようと青森から上京してきた孤児の少年。零を探す中で路銀がつき、彼から食べかけのハンバーガーをスリ取るが、逆に状況を見かねた零からラーメンをおごられる。当初、零が自身の探している「刹那零」だとは気付かずに自らの身の上を嘆くが、結局は事情に巻き込まれた零の計らいで彼に依頼を呑んでもらえる。歴史改変後は父と二人でつつましく暮らす普通の少年として育ち、零にハンバーガーを渡す。
陣内
読切『PART 3』ゲスト。一彦の父が勤めていた会社にして、当時自社ビル火災に遭った、陣内製薬の社長。ビル火災の原因が一彦の父にあったと証言した上、一彦を青森の養護施設に入れた張本人であるため一彦からは相当に恨まれている。なお陣内製薬そのものは火災後に巨額の業績を上げて現在では一流企業となっている。
緒方
読切『PART 3』ゲスト。一彦の父。陣内製薬に勤める研究員だった人物。一彦の出産に伴い妻を亡くす。会社のビル火災で死亡したが、その責任を全て負わされてしまう。さらに遺体からは覚せい剤反応が検出され、結果「妻を喪った苦しみに耐えきれず覚せい剤に手を出し、その幻覚作用で放火に至った」と結論付けられてしまった。
若松 喜八郎
TimeStage1ゲスト。歴史改変後の竹藪組の組長。零を探し出し依頼を受けさせるために、ラーメン火の車の土地家屋権利書を強引に奪い取り、店に圧力をかけていた。7年前に起こった雪崩事故から息子を救い出すよう零に依頼する。風貌から考え方・手口まで、やりくちは完全にヤクザそのものであり、正真正銘の外道。
若松 喜九之助
TimeStage1ゲスト。喜八郎の息子で竹藪組の跡取り。ピッチングに天性の才を持っている。7年前に起こった誘拐事件の最中に巻き込まれた雪崩事故のために両足切断となり車椅子の生活となっている。さらに事故の後遺症で長く生きられない体であるらしい。自分のために零や火の車が巻き込まれてしまっているのを見て、父に「自分のために人を巻き込むのはやめてくれ」と懇願する心の澄んだ青年。零は彼の心意気に感じ入って喜八郎からの依頼を受ける。
実は7年前の誘拐事件の本当の黒幕。つまり7年前の事件の真相は父親が自分の言葉を聞いてもらえない事から起こした狂言誘拐だった。7年前の時点では芯の強い野球好きの少年でプロ野球の投手になるのが夢だが、父親は喜九之助を組の跡取りにしたがり、それを認めてくれず、この騒動を起こしていた。零の介入で雪崩から救われ成長し、父に頼らずに自身の夢を追う決意を固める。
歴史改変後の世界では、父の保護下を強引に振り切ってプロ球団であるスパローズに入団。背番号0を背負い期待の新人エースとして活躍している。そして彼が竹藪組を継がなかったために後継者を失った竹藪組は分裂と弱体化の果てに解散した。
山小屋のおじちゃん
TimeStage1ゲスト。喜九之助誘拐事件の首謀者とされた人物。作中に本名は出ず。かつて竹藪組の組員だったが、引退してマタギになっていた人物。組員時代は喜九之助の教育係で、彼にとっては忙しい実父以上に父代わりであった存在。元プロ野球選手だったが、入団後の競争に敗れて1軍に昇れず、2軍生活の中で身を持ち崩してヤクザに堕ちていた。体の弱かった喜九之助に野球を教え、彼を鍛えるとともに、自身もまた選手時代の心を取り戻して、まっとうに生きていく事を誓い組を辞した過去を持つ。組に固執する組長と喜九之助の将来を憂い、喜九之助の狂言誘拐に力を貸した。だが、喜九之助とともに小屋ごと雪崩に巻き込まれ、彼を庇って小屋の下敷きになり死亡してしまう。その様は零に「あんたは立派だった。だけど、だれもその事を知らなかった」と言わしめた。自身は死んだが、その志は喜九之助の「プロ野球選手になる」という夢に受け継がれ、彼自身の心の中で今も脈づいている。
武君
TimeStage2-3ゲスト。5年前に死亡した彫刻家・石渡八刀の執事。八刀の死後は遺された屋敷および作品の管理人をしている。ホラー映画もかくやという化け物じみた容姿の持ち主だが、根は純朴でありお人好し。主人の八刀を心より慕い、その死を惜しんで思い出の中に生きている。美術業界の人間であることから零の存在を以前より聞き及んでいて、テレポートの誤差のために屋敷に迷い込んできた零に、殺された八刀を助けてもらおうと、彼を屋敷に泊めて幽霊騒動を仕掛けた。
歴史改変後の世界でも八刀は病死してしまったため、結果、仕事を失い郷里に帰る事となったが、八刀の遺言により手厚い余生を約束された。のち八刀の作品が納められた美術館に毎日通っている。
石渡八刀
TimeStage2-3ゲスト。5年前に死亡した彫刻家。最期の作品「平和のビーナス」の完成直前に死亡し、その未練と無念によって屋敷内のアトリエに化けて出る、と言われていた。世間には病死と発表されていたが、実は殺人事件の被害者としての死亡だった。武君の依頼で過去の世界にやって来て、一緒に逃げて一時雲隠れしようと提案する零に「アトリエでないと作品は作れない」と拒否。依頼を投げようとする零に「この作品が完成すれば自分の名声が上がる。そうすれば、これまでに作ってきた全ての作品の価値は上がる。自分を守れれば、その作品すべてを売り払い、お前に3億円を支払ってやる」と約束する。実は作品の完成後に引退を考えていて「平和のビーナス」が自身最期の作となるはずだった。
歴史改変後の世界において、じつは5年前、既に末期ガンに侵されていた事が判明。「平和のビーナス」はまさに自身の命を削って作られた、覚悟と祈りゆえの作品であったと知る。結局、ガンにより3年前に死去したが、零と共に修羅場を潜り抜けた事で創作意欲が死を目前にしてなお意気揚々と燃え上がり、まさに死の直前まで正しくノミを振るい芸術家としての道と業を全うする事となった。その結果、自身の最期の作品が「平和のビーナス」にならず、他ならぬ零をモデルとした「勇者の像」となった。結局3億を取りはぐれた零だったが、その粋な計らいに満足する。
堀田慎太郎
TimeStage2-3ゲスト。石渡八刀の弟子にして養子で、師の死後にその財産と名声を受け継ぐ。歴史改変前の世界では師の仕事を受け継いで自らの作品を美術館に納入して大きな名声を得た。オネエ言葉で物腰は中性的だが、その実は師(義父)の財産を貪った上で栄誉を地に落とす事を目論む外道。過去の世界にて、八刀の殺害を目論んだ黒幕であった事が判明。偉大な師に対してコンプレックスを抱くとともに、それゆえに自身の芸術家としての魂(独自の作風)を見出せず、苦悩と嫉妬の果てに外道の道へと踏み込んでいた。過去の世界で零と八刀により全ての目論見を暴かれて牢の中へと堕ちる事となった。
桐生真亜子
TimeStage4ゲスト。零に会うために、ラーメン火の車にやってきた、資産家のマダム。あまりにふてぶてしさに溢れた傲慢な老女だが、それは自らを取り巻く環境や人々が、そういう人間であったがために培われてしまった後天的なもの。傲慢な父親の元で育ち、似たような性格の夫に嫁ぎ、産んだ8人の子どもたちも似たような性格に育ってしまい、結果として彼らに唯々諾々と従って老い、最後には広い屋敷で孤独に過ごす事が見えてしまった老女。そうした生き方をしてしまった自身を悔い、1925年に自らが行うはずだったものの、周囲の人間たちのために阻止されてしまった駆け落ちの手伝い及び達成を零に依頼する。
過去の世界においては純朴で素直すぎる超絶美人のお嬢様。その様は零に「歳月は人をここまで変えるのか」と驚愕させた。素直だが箱入り娘であるために世間知らずでロマンチスト。時折、世間知らずゆえのブッ飛んだ言動と行動で零を翻弄する。駆け落ちの課程において自身が持っていこうとした荷物(生活必需品もあるがぬいぐるみなどの嗜好品の方が多く、しかもそれらが膨大な量となっていた)を零に捨てられて激怒するが、逆に零に「駆け落ちとは自らの全てを捨てる事、ましてや相手は何もない男、それでも行くのか」と諭されて、強い意志を目覚めさせる。
歴史改変後の世界では夫と共にラーメン火の車に零を探して登場。零の事を「自分に決意を固めさせ、助けてくれた人の孫」だと思い込み、彼に在りし日の思い出を語る。
五郎
TimeStage4ゲスト。過去の世界における真亜子の恋人で書生だった人物。のちに医師となりアフリカ大陸の各地で現地の人々の治療を行い医療普及のために尽力する。歴史改変前の世界では真亜子が現れなかったため、一人、傷心を伴い外国へと旅立ち、ほとぼりが冷めた頃に彼女に手紙を出してアフリカに誘うも、時は既に遅く彼女は結婚させられていた。歴史改変後の世界でも基本的な部分は変わらないが、真亜子を妻に娶り共にアフリカで尽力して人々に慕われる著名な篤志家となった。ラストシーンで真亜子と共にラーメン火の車に顔を見せる。
真亜子の父
TimeStage4ゲスト。過去の世界にのみ登場する。非常に傲慢な帝国陸軍の大佐で、娘を人形の如く可愛がっている人物。あくまで求めているのは「人形」なので、その「可愛がり」には人間的なものはなく、むしろ自身の権力を保つための「道具」にしようとしていた節さえある。そのため、自身によく似た名家出身の将校と娘の政略結婚を目論み、五郎を「学問しか能のない惰弱な男」と嫌い、彼が自身や真亜子に出した手紙を読むことなく、焼き芋の焚き付けに使っていた。
小山田大蔵
TimeStage5ゲスト。憩の山動物園の古株飼育員で、勤続年数から考えれば本来ならばそれなりの出世もしているはずだが、それを全て拒絶して現場に出続けている人物。結婚もせず独身を貫き続け、園の動物たちに尽くしている。実はそれは、自身を許せぬがゆえに自らに課している罰そのものであり、動物たちに尽くしているのも贖罪ゆえの感情で、その心の奥には自らを許せない他ならぬ自分自身に対する恨みや憎しみと、誰もそれを理解してくれない孤独の苦しみが渦巻いており、それに耐えかねた挙句、零に対して「戦時猛獣処分によって殺されてしまった仔象のたみ子を助けてほしい。逃がすまでは至らずとも自分と共に玉音放送が流れるまで隠れてくれればいい」と依頼する。過去の世界では孤児出身の新米飼育員で、親兄弟のいない身の上の中、初めての担当であった、たみ子こそが唯一の家族と思っていた。
歴史改変後の世界では、たみ子が助かったために「未来」に目を向け、自らの仕事に心からの誇りをもって職務に当たっている。現場に出続けているのは相変わらずだが、それは、自身の家族であるたみ子とその一族の面倒を未来のために見続けるため。
加藤
TimeStage5ゲスト。小山田の幼馴染で衣料品会社の社長。たみ子の最期に苦しみ続ける小山田に対して「象ごときに祟られている心の弱い男」と蔑み、バカにしている。一応、幼馴染としての気遣いなのか小山田を自らの会社に誘ってはいるが、その姿勢は傲慢で、さらに小山田を苦しめる結果になっている。過去の世界では、たみ子の銃殺を請け負った陸軍兵。だが零の介入によって崖から落ちて命の危険を味わった際、ほかならぬたみ子に助けられ、結果として小山田と共に上司に対してたみ子の延命を懇願する。
歴史改変後の世界では傲慢さが抜け落ち、人情ある社長として幼馴染である小山田と互いを認め合う対等の関係に落ち着いた。孫に対して、たみ子を見せて心優しい人間に育つように説く。
たみ子
TimeStage5ゲスト。小山田が飼育を担当していた仔象。曲芸も上手な動物園の人気者だった。歴史改変前の世界では1945年8月15日午前8時に戦時猛獣処分の令により、自治体からの要請で派遣された加藤をはじめとする軍の兵士たちに銃殺されてしまう。
歴史改変後の世界では戦後を生き延びて10匹の仔象の母となり、戦前と変わらず動物園に訪れる子どもたちから慕われるアイドルとして、生き続けている。

## 設定

### 超能力
本作の超能力者は人間自身に備わっている生体エネルギーであるプラナを才能や修行によって勝ち得た能力で意識的に操作でき、その作用によって超常現象を起こせる人間とされている。それが出来る人間はプラナの結節点として体のどこかに六芒星のアザを持っているとされている。
神足通（テレポート）
時空間を移動することが可能。ただし、空間を移動するか時空を移動するかのどちらかのみで両方の併用は不可能である。神足通能力者は、修行次第では光の速さで移動することが可能になる。
他心通（テレパシー）
他人の考えを覗き見る。
念力（テレキネシス）
物体を触れずに操る。九条京介は、一柳斉心坊による修行の過程で開眼した。
人心操作（マインドコントロール）
人数を問わず、他人を自分の思い通りに操る。漏尽珠の所持者には数秒しか効果がない。

### 漏尽珠
天眼通の珠
天眼通（クレアボワイヤンス）の力を封じ込めた珠。所持者は千里眼の力を得る。
神足通の珠
神足通（テレポート）の力を封じ込めた珠。所持者は人知を超えた速度での移動が可能になる。
宿命通の珠
宿命通（プレゴニクション・予知後知）の力を封じ込めた珠。
他心通の珠
他心通（テレパシー）の力を封じ込めた珠。
天耳通の珠
天耳通（クレアオーディエンス）の力を封じ込めた珠。
漏尽通の珠
漏尽通の力を封じ込めた珠。一柳斉心坊は5つの珠を揃えれば漏尽通の力を得ることができると思っていたが、珠は別に存在していた。他の5つの珠がなければ効果を発揮しないが、効果は絶大で神に等しい力を発揮すると言われている。

## 単行本
1. 1991年12月発売、集英社、ISBN 4-08-871101-7
2. 1992年2月発売、集英社、ISBN 4-08-871102-5
3. 1992年5月発売、集英社、ISBN 4-08-871103-3
4. 1992年11月発売、集英社、ISBN 4-08-871104-1

## 備考
1. ↑  実は、飛鷹はその前の回となる第36回手塚賞において別作品『HERO!?』で佳作を取っている。そのこともあり、本作は未受賞となった（飛鷹は、単行本掲載時に「これがボツ原稿の見本」だから受賞できなかったのだ、と述懐しているが、未受賞の本来の理由はすでに飛鷹が同賞の佳作受賞者であったためと思われる）。